# 室生山暖地性シダ群落

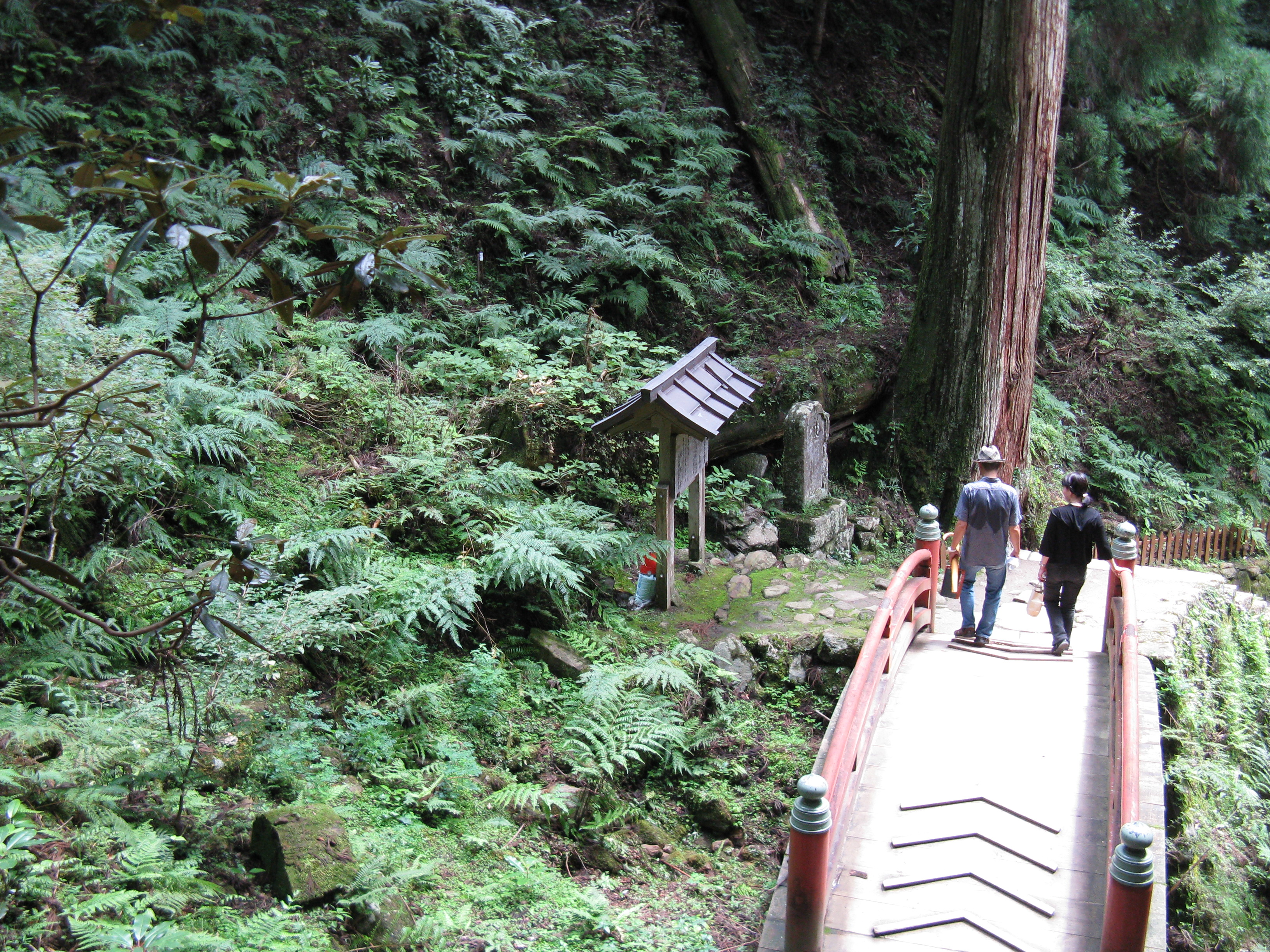
室生山暖地性シダ群落。2009年8月13日撮影。

室生山暖地性シダ群落（むろうざんだんちせいシダぐんらく）は、奈良県宇陀市室生の室生寺境内にある国の天然記念物に指定された暖地性シダ植物の群生地である。
室生寺山中の杉木立の林床にあるシダ植物の大群落で、その種類もきわめて多いが、特に暖地性シダ類の、イヨクジャク、イワヤシダ、オオバノハチジョウシダ等は、指定当時の昭和初期、この地が自生北限地域のひとつとされ、植物分布上貴重であるとして1928年（昭和3年）11月30日に「室生山暖地性羊歯群落」の名称で国の天然記念物に指定された。

## 解説

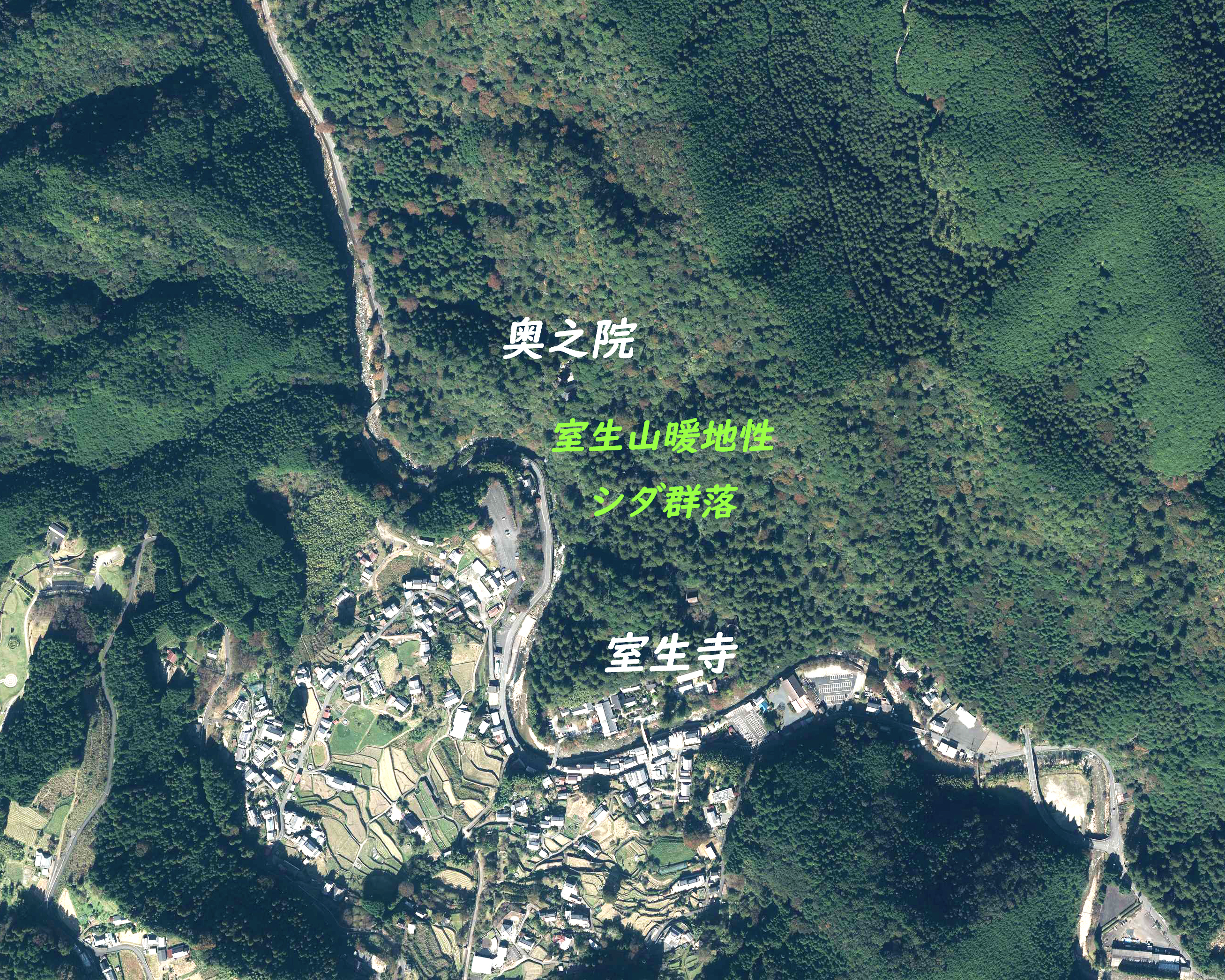
室生山暖地性シダ群落周辺の空中写真。。2019年10月28日撮影。

室生山暖地性シダ群落は奈良県宇陀市室生の、女人高野の別称で知られる真言宗別格本山室生寺の広大な境内の一画に所在する。室生寺周辺の地形は奈良県東北部の宇陀市から宇陀郡曽爾村・御杖村、県境を越えた三重県名張市南部一帯にかけて広がる室生火山群と呼ばれる、約1500万年前の火山活動で形成された尖峰が点在する険しい地形が見られる地域で、室生寺の境内背後（北方）にも標高636メートルの尖峰、室生山が聳えている。
室生山は全山をスギ、ヒノキ、ツガなどの鬱蒼とした深い樹林帯で覆われており、山頂は東西2つの峰に分かれ、東側を焼山、西側を如意山という。天然記念物に指定された暖地性シダ群落は、室生寺本堂裏手から焼山の山腹の奥之院へ続く参道の右手（東側）にある無明谷という小規模な谷間に所在する。無名谷には参道の一部となっている無名橋と呼ばれる小さな橋が架かり、橋の傍らに国の天然記念物であることを示す石碑と木板に書かれた解説板が設置されている。
この暖地性シダ群落が国の天然記念物に指定されたのは古く、昭和初期の1928年（昭和3年）11月30日で、指定に先立ち現地調査を行ったのは日本の植物学の基礎を築いた人物の一人として知られる三好学である。三好は当時の奈良県史蹟名勝天然記念物調査委員であった岡本勇治の案内により室生寺を訪れ現地調査を行ったが、岡本は室生山一帯の植物について隅々まで事前調査をしており、とりわけ、イヨクジャク（伊予孔雀、学名：Diplazium okudairae Makino）イワヤシダ（岩屋羊歯、学名：Diplaziopsis cavaleriana (Christ) M.Kato）オオバノハチジョウシダ（大葉の八丈羊歯、学名：Pteris excelsa Gaud）キヨスミヒメワラビ（清澄姫蕨、学名：Ctenitis maximowicziana (Miq.)）といった、暖地性シダに注目して三好に報告した。
現地調査を終えた三好は『天然紀念物調査報告 植物之部 第9輯』の中で、「室生に見るは此類の羊歯の分布として著し。依て無名谷に於ける暖地性羊歯群落を天然記念物として指定されんことを望む。」と記している。なお、当時暖地性シダとしてここに挙げた種は、今日ではより北方での分布が確認されているが、都道府県単位によっては絶滅または絶滅危惧種にカテゴライズされている。
指定地の無明谷は参道右手の直射日光の乏しい杉木立に囲まれた陰湿な傾斜地であり、谷間を覆う低木類や草木類に混ざり、イヨクジャク等の暖地性シダが群落を形成している。1962年（昭和37年）に奈良県教育委員会が作成した『奈良県文化財全集』によれば、天然記念物に指定された面積は、4町6反7畝28歩の内、実測面積は5反9畝20歩とされ、1995年（平成7年）の講談社による『日本の天然記念物』では59.17aである。
1966年（昭和41年）に当時の室生村が作成した『室生村史』に、植物学者の小清水卓二による室生寺一帯の植物全般についての解説があり、小清水によれば室生山山中でこれまでに確認された植物は約156科、710種にのぼり、このうちシダ植物は18科、113種に及んでいる。これらのうち、室生山付近で最初に採取され「室生」の名前が冠された植物として、1917年（大正6年）に岸田日出男が採集し牧野富太郎により命名された、ムロウマムシグサ（室生蝮蛇草、学名：Arisaema kishidae Makino）と、中井猛之進が命名したムロウテンナンショウ（室生天南星、学名：Arisaema yamatense Nakai ）がある。なお、ムロウマムシグサの発見や記載の経緯については別説もあり『植物学雑誌』31巻（1917年）では、洋画家岸田劉生の兄で、薬学者で植物採集家の岸田松若が室生山で採集したものを、中井猛之進が記載した際にタイプ標本「Hab.Hondo in monte Murou-san prov. Yamato (MATSUWAKA KISHIDA) 」としており、植物和名ー学名インデックス（YList）では「Syntypes: Nara, in monte Murousan (M.Kishida, [8 May 1917] 」とされている。ただし岸田松若による採集に関しては、別の複数人から植物提供を受けていた可能性も一部で指摘されている。
女人高野として古くから境内と山域が保護されている室生山山域はシダ植物だけでなく、様々な種の植物が自生しており、室生口大野駅から室生寺へ向かう宇陀川支流の室生川沿いを走る奈良県道28号吉野室生寺針線沿道からも豊富な植物相を観察することができ、先述の植物学者小清水卓二は「一大植物園の感がある」と述べている。

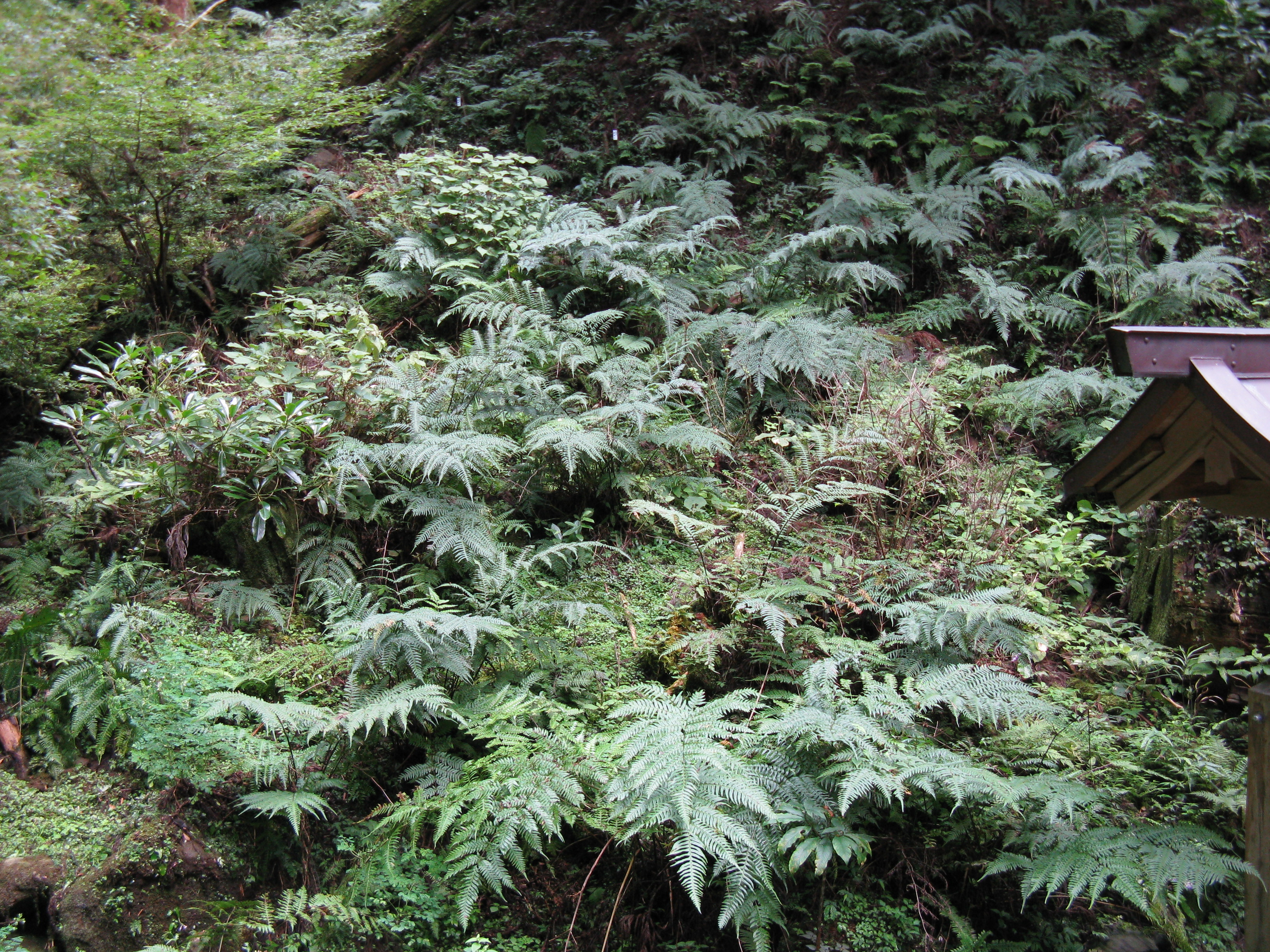
室生山暖地性シダ群落。
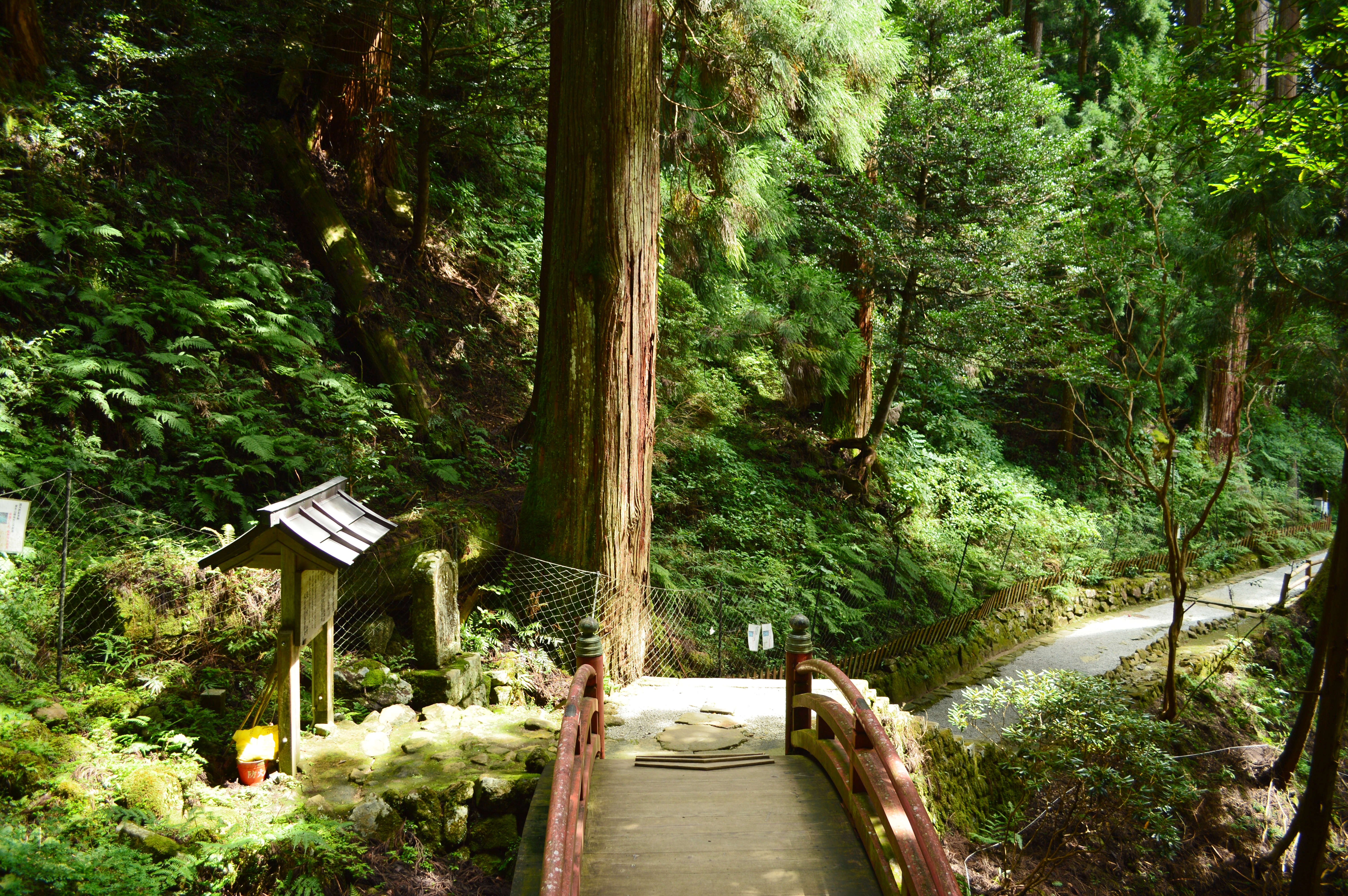
室生山暖地性シダ群落。
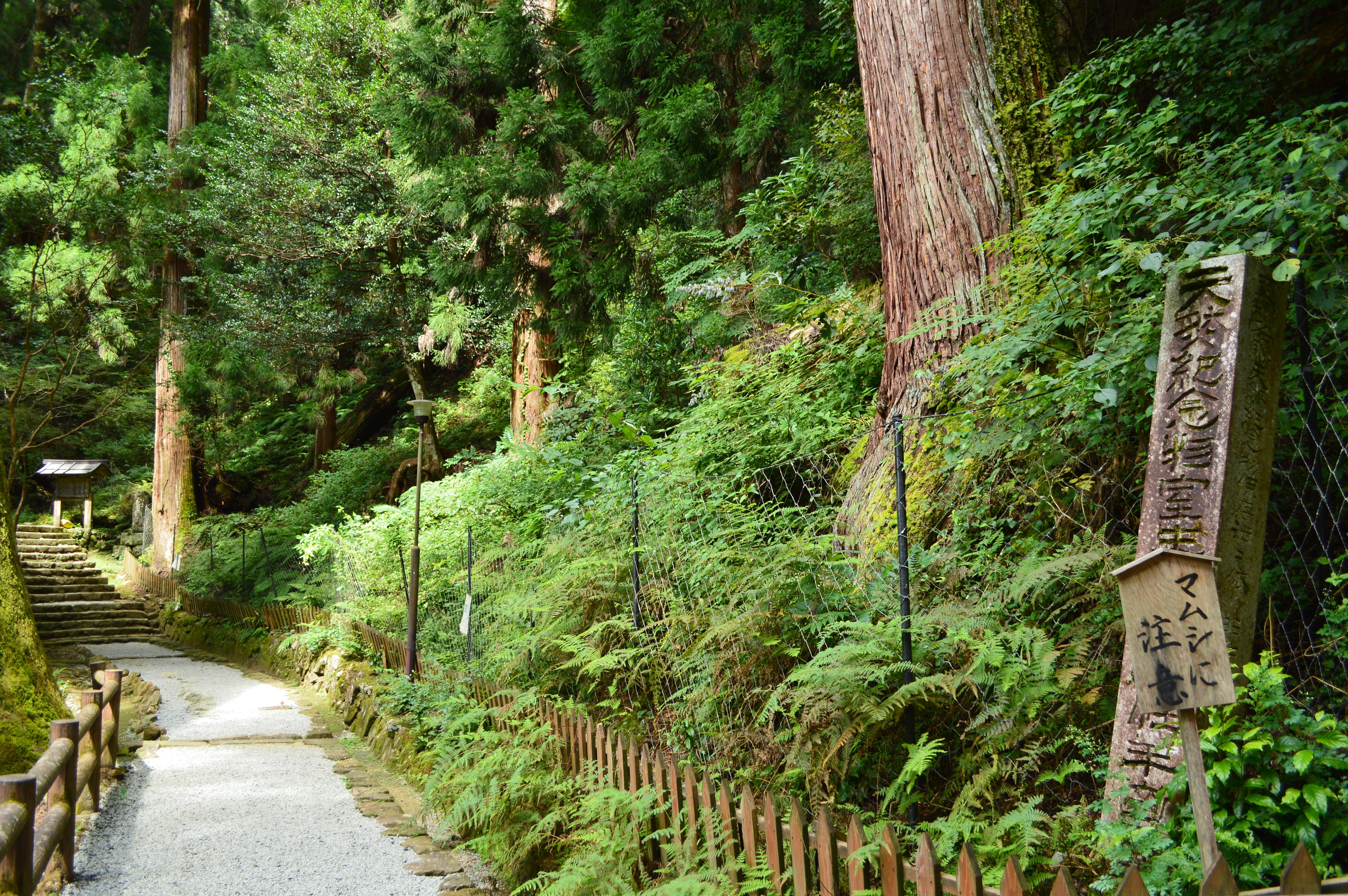
室生山暖地性シダ群落。天然記念物指定石碑。

## 交通アクセス
所在地
- 奈良県宇陀市室生78番地[3]。

交通
- 近畿日本鉄道大阪線室生口大野駅から奈良交通路線バス室生線乗車約14分「室生寺」下車。徒歩約5分で室生寺。暖地性シダ群落は室生寺本堂より約500メートル。
- 最寄りの自動車専用道路出入口は名阪国道針インターチェンジ。